# Ngarmpun Vejjajiva
Ngarmpun Vejjajiva (en tailandés: งามพรรณ เวชชาชีวะ, RTGS: Ngamphan Wetchachiwa, también conocida como Jane Vejjajiva, Londres, 27 de enero de 1960) escritora y traductora tailandesa.

## Biografía
Nació en el Reino Unido donde sus padres estudiaban medicina. Sufrió una parálisis cerebral al nacer y se mueve en una silla de ruedas. A los 3 años, su familia regresó a Tailandia y creció en Bangkok. Se graduó con honores en la Universidad de Thammasat y estudió traducción e interpretación en Bruselas. Es hermana del antiguo primer ministro Abhisit Vejjajiva.
Comenzó como traductora en 1988 antes de establecer su propia compañía. Ahora trabaja como directora de una agencia de derechos de autor, Silkroad Publishers Agency.

### Novelas
- La felicidad de Kati (ความสุขของกะทิ), 2003.[1]
- La felicidad de Kati: Persiguiendo la luna (ความสุขของกะทิ ตอน ตามหาพระจันทร์), 2006.

## Premios
- 1999 - Chevalier Ordre des Arts et des Lettres.
- 2006 - Premio de escritores del Sureste Asiático